# Hololepidella boninensis
Hololepidella boninensis är en ringmaskart som beskrevs av Nishi och Hiroyuki 1998. Hololepidella boninensis ingår i släktet Hololepidella och familjen Polynoidae. Inga underarter finns listade i Catalogue of Life.